# San Diego Open 2022 - Qualificazioni singolare maschile
Le qualificazioni del singolare del San Diego Open 2022 sono state un torneo di tennis preliminare per accedere alla fase finale della manifestazione. I vincitori dell'ultimo turno sono entrati di diritto nel tabellone principale. In caso di ritiro di uno o più giocatori aventi diritto, a questi sono subentrati i Lucky loser, ossia i giocatori che hanno perso nell'ultimo turno ma che avevano una classifica più alta rispetto agli altri partecipanti che avevano comunque perso nel turno finale.

## Teste di serie
1. Juan Pablo Ficovich (primo turno)
2. Facundo Mena (qualificato)
3. Christopher Eubanks (qualificato)
4. Emilio Nava (qualificato)

1. Mitchell Krueger (qualificato)
2. Ernesto Escobedo (ultimo turno)
3. Aleksandar Kovacevic (ultimo turno)
4. Sebastian Fanselow (primo turno)

## Qualificati
1. Mitchell Krueger
2. Facundo Mena

1. Christopher Eubanks
2. Emilio Nava

## Tabellone

### Legenda
| - Q = Qualificato - WC = Wild card - LL = Lucky loser | - ALT = Alternate - SE = Special Exempt - PR = Protected Ranking | - w/o = Walkover - r = Ritirato - d = Squalificato |

### Sezione 1
|  | Primo turno | Primo turno         | Primo turno         | Primo turno | Primo turno |  |  | Ultimo turno | Ultimo turno     | Ultimo turno | Ultimo turno | Ultimo turno |  |
|  |             |                     |                     |             |             |  |  |              |                  |              |              |              |  |
|  | 1           | Juan Pablo Ficovich | Juan Pablo Ficovich | 3           | 1           |  |  |              |                  |              |              |              |  |
|  |             | Govind Nanda        | Govind Nanda        | 6           | 6           |  |  |              | Govind Nanda     | 4            | 7            | 5            |  |
|  | WC          | Hudson Rivera       | 6                   | 1           | 2           |  |  | 5            | Mitchell Krueger | 6            | 5            | 7            |  |
|  | 5           | Mitchell Krueger    | 3                   | 6           | 6           |  |  |              |                  |              |              |              |  |

### Sezione 2
|  | Primo turno | Primo turno        | Primo turno  | Primo turno | Primo turno |  |  | Ultimo turno | Ultimo turno | Ultimo turno | Ultimo turno | Ultimo turno |  |
|  |             |                    |              |             |             |  |  |              |              |              |              |              |  |
|  | 2           | Facundo Mena       | Facundo Mena | 7           | 7           |  |  |              |              |              |              |              |  |
|  |             | Keegan Smith       | Keegan Smith | 6(1)        | 62          |  |  | 2            | Facundo Mena | Facundo Mena | 6            | 6            |  |
|  |             | Marek Gengel       | 6            | 3           | 6           |  |  |              | Marek Gengel | Marek Gengel | 3            | 4            |  |
|  | 8           | Sebastian Fanselow | 2            | 6           | 0           |  |  |              |              |              |              |              |  |

### Sezione 3
|  | Primo turno | Primo turno         | Primo turno         | Primo turno | Primo turno |  |  | Ultimo turno | Ultimo turno        | Ultimo turno        | Ultimo turno | Ultimo turno |  |
|  |             |                     |                     |             |             |  |  |              |                     |                     |              |              |  |
|  | 3           | Christopher Eubanks | Christopher Eubanks | 6           | 7           |  |  |              |                     |                     |              |              |  |
|  | WC          | Alafia Ayeni        | Alafia Ayeni        | 1           | 63          |  |  | 3            | Christopher Eubanks | Christopher Eubanks | 7            | 7            |  |
|  | PR          | Bradley Klahn       | 6                   | 6           | 2           |  |  | 6            | Ernesto Escobedo    | Ernesto Escobedo    | 65           | 67           |  |
|  | 6           | Ernesto Escobedo    | 3                   | 7           | 6           |  |  |              |                     |                     |              |              |  |

### Sezione 4
|  | Primo turno | Primo turno          | Primo turno          | Primo turno | Primo turno |  |  | Ultimo turno | Ultimo turno         | Ultimo turno         | Ultimo turno | Ultimo turno |  |
|  |             |                      |                      |             |             |  |  |              |                      |                      |              |              |  |
|  | 4           | Emilio Nava          | Emilio Nava          | 6           | 6           |  |  |              |                      |                      |              |              |  |
|  | Alt         | Gage Brymer          | Gage Brymer          | 1           | 1           |  |  | 4            | Emilio Nava          | Emilio Nava          | 7            | 7            |  |
|  |             | Giovanni Oradini     | Giovanni Oradini     | 65          | 2           |  |  | 7            | Aleksandar Kovacevic | Aleksandar Kovacevic | 5            | 64           |  |
|  | 7           | Aleksandar Kovacevic | Aleksandar Kovacevic | 7           | 6           |  |  |              |                      |                      |              |              |  |